# Station Będzin Grodziec
Station Będzin Grodziec is een spoorwegstation in de Poolse plaats Będzin.